# Initiative populaire « pour un dimanche sans voitures par saison - un essai limité à quatre ans »
L'initiative populaire  « pour un dimanche sans voitures par saison - un essai limité à quatre ans » dite « initiative des dimanches », est une initiative populaire suisse, rejetée par le peuple et les cantons le 18 mai 2003.

## Contenu
L'initiative propose d'ajouter un article 24 à la Constitution fédérale pour interdire, pendant quatre ans, tout trafic motorisé, à l'exception des transports publics, un dimanche par saison.
Le texte complet de l'initiative peut être consulté sur le site de la Chancellerie fédérale.

## Déroulement

### Contexte historique
La compétence de restreindre la circulation relève de la Confédération en ce qui concerne le transport routier et aérien selon l'article 37 de la Constitution ; l'article 24 de la Constitution lui confère la même compétence en ce qui concerne la navigation. 
Plusieurs propositions ont été faites par le passé au gouvernement fédéral pour interdire la circulation certains dimanches. Les premières propositions visent à interdire la circulation routière le dimanche du Jeûne fédéral, mais le Conseil fédéral les rejettent. La seule interdiction formelle est instaurée le 13 novembre 1962 ; depuis cette date, la circulation des camions servant au transport de marchandises est interdite le dimanche et les jours fériés.
Une réponse négative est donnée à différentes demandes visant à une interdiction totale de la circulation pendant trois dimanches en novembre et décembre 1973 en raison de la pénurie de carburant. C'est dans le sillage de ces demandes qu'un groupe d'étudiants au technicum de Berthoud lance la présente initiative, qui prend par la suite le surnom d'« initiative de Berthoud » (ou Burgdorf en allemand) en raison de son origine.
Pendant l'année 1974, pas moins de 5 initiatives populaires liées à la protection de l'environnement sont déposées :  l'initiative populaire « pour douze dimanches par année sans véhicules à moteur ni avions » (rejetée en mai 1978), l'initiative populaire « Démocratie dans la construction des routes nationales » (rejetée en février 1978), l'initiative populaire « contre la pollution atmosphérique causée par les véhicules à moteur » (rejetée en septembre 1977), l'initiative populaire « Développement des chemins et sentiers » (dont le contre-projet est accepté en février 1979) et enfin l'initiative populaire « contre le bruit des routes » (retirée en 1979). Cette succession d'initiatives marque, selon un rapport de l'Institut de hautes études en administration publique « une prise de conscience populaire de la fragilité de la nature ».
Après que plusieurs propositions visant à instaurer un ou plusieurs jours sans circulation motorisée ont été refusées au parlement, l'initiative dite « des dimanches » est lancée, selon les initiants, en souvenir des « trois dimanches de fête, où les Suisses se sont réapproprié leur pays » de 1973 ; par leur proposition, ils désirent retrouver cette « atmosphère particulière des journées sans voitures ».

### Récolte des signatures et dépôt de l'initiative
La récolte des 100 000 signatures nécessaires débute le 11 février 1997. Le 1er mai de l'année suivante, l'initiative est déposée à la Chancellerie fédérale, qui constate son aboutissement le 5 juin.

### Discussions et recommandations des autorités
Le Parlement et le Conseil fédéral recommandent le rejet de l'initiative. Dans son message aux Chambres fédérales, le gouvernement relève plusieurs inconvénients « flagrants », parmi lesquels les problèmes pour les personnes handicapées ou vivant dans des régions périphériques mal desservies par les transports publics, la difficulté de bloquer le trafic routier aux frontières du pays et l'impact négatif sur le tourisme.
Lors de son examen de l'initiative, le Conseil national propose un contre-projet indirect sous la forme d'une interdiction de la circulation le jour du jeûne fédéral ; cette proposition est cependant refusée par le Conseil des États et donc abandonnée.
Les recommandations de vote des partis politiques sont les suivantes : 
| Parti politique              | Recommandation |
| ---------------------------- | -------------- |
| Démocrates suisses           | oui            |
| Parti chrétien-conservateur  | non            |
| Parti chrétien-social        | oui            |
| Parti démocrate-chrétien     | non            |
| Parti évangélique            | oui            |
| Parti libéral                | non            |
| Parti de la liberté          | non            |
| Parti radical-démocratique   | non            |
| Parti socialiste             | oui            |
| Parti suisse du travail      | oui            |
| Union démocratique du centre | non            |
| Union démocratique fédérale  | oui            |
| Les Verts                    | oui            |

### Votation
Soumise à votation le 18 mai 2003, l'initiative est refusée par la totalité des 20 6/2 cantons et par 62,4 % des suffrages exprimés. Le tableau ci-dessous détaille les résultats par canton :

### Suites
L'« Initiative des Dimanches » décide de fusionner avec l'association actif-trafiC en 2005.